# 朱锺铗
永和顺僖王朱锺铗（1444年—1474年9月23日），明朝永和王朱美塢的庶次子，在其父被废多年后获准继位。

## 生平

### 继位前
正统十三年（1448年）九月，朱美塢弟镇国将军朱美垾奏朱美坞烝其庶母等罪行，称朱美塢与庶母白氏生一子，诈称宫人所生，请名为朱锺铗。明英宗命召朱美坞等至京城，覆查朱美垾所言是实，于是废朱美坞为庶人，留京居住反省。又敕朱美垾称朱美坞子朱锺錄、朱锺铗也已废为庶人，每月给米四石，看守先王坟园，永和王府事务由朱美垾掌管，令朱美垾以礼奉养庶母、嫂嫂，视兄子如己子，不得怠慢。
朱锺錄、朱锺铗奏称自己随父被废时还是无知幼儿，现在家用贫窘，衣食不够，请求念在自己是宗室赐予官职。天顺元年（1457年）九月，英宗认为其情可悯，命朱锺錄、朱锺铗为奉国中尉。

### 继位
成化五年（1469年）正月，朱锺铗奏称祖父昭定王朱济烺不得享王者之祭，举弋阳王朱奠壏以罪废，其子朱觐鐰经陈奏获准袭爵的例子请求袭爵，明宪宗特允。此事没有由朱锺錄奏请，此后也再无朱锺錄的记载，他可能已经去世。十一月，命镇远侯顾淳、驸马王增、永顺伯薛辅、吏部右侍郎叶盛、户部右侍郎为正使，尚宝司司丞蒋敌、刑科给事中雷泽、礼部郎中孙洪、刑部郎中陆昶、工部郎中蔡志为副使，持节册封朱锺铗为永和王，夫人张氏为永和王妃。
旧例郡王禄米一千石，米钞各半，朱锺铗奏请像祖父一样全领取本色，成化十年（1474年）二月，宪宗命朱锺铗将三百石折色改为本色。

### 去世
八月，朱锺铗去世，辍朝一日，赐祭葬如制，谥顺僖。《明实录》后此处载朱锺铗“母刁氏”，与前文其为朱美坞与庶母白氏所生不符，未详孰是。葬汾陽小相里。成化十三年（1477年），嫡长子朱奇淯袭封。

### 身后
成化十一年（1475年）二月，因辽靖王朱豪墭援引弋阳、永和二王复封的例子，辽靖王的二伯父废辽王朱贵烚的儿子朱豪㙷获准袭封朱贵烚袭辽王之前的封爵长阳王。
正德十五年（1520年）二月，给永和王府顺僖王、荣怀王朱奇淯宫眷养赡米每年九十石。

### 分歧记载
《明宪宗纯皇帝实录卷之二百七十二》又载成化二十一年（1485年）十一月，永和王朱锺铗有罪革禄米之半，误，当时在位的永和王为朱奇淯。

## 评价
- 《弇山堂别集》卷072：和比於理，小心畏忌。

## 家庭

### 妻
- 王妃张氏，后因私通外人及杀害丈夫的姑父临县县主仪宾陈谏，不迟于成化十六年（1480年）六月畏罪自缢[13]

### 子孙
- 嫡长子永和荣怀王朱奇淯
- 次子镇国将军朱奇洪，成化十三年（1477年）十月赐名，[14]正德十年（1515年）八月已故，妾高氏[15]
  - 嫡长子辅国将军朱表榉，弘治三年（1490年）四月赐名[16]，弘治五年（1492年）七月按制度赐诰命冠服[17]
  - 庶第二子辅国将军朱表柟，弘治四年（1491年）四月赐名，弘治五年（1492年）七月按制度赐诰命冠服[17]
  - 第三子朱表㯕，弘治四年（1491年）四月赐名[18]
  - 庶第四子朱表棷，弘治四年（1491年）九月赐名[19]，嘉靖三年（1524年）十二月在世[20]
  - 庶第五子朱表楞，弘治六年（1493年）三月赐名[21]
  - 庶第六子朱表楸，弘治十二年（1499年）七月赐名[22]
- 三子镇国将军朱奇涌，成化十四年（1478年）十月赐名[14]
  - 庶长子朱表榷，弘治四年（1491年）四月赐名[18]
  - 嫡第三子朱表㭓，弘治六年（1493年）四月赐名[23]
  - 嫡第四子朱表栓，弘治十二年（1499年）正月赐名[24]